# Reprezentacja Stanów Zjednoczonych w rugby union kobiet
Reprezentacja Stanów Zjednoczonych w rugby union kobiet – zespół rugby union, biorący udział w imieniu Stanów Zjednoczonych w meczach i sportowych imprezach międzynarodowych, powoływany przez selekcjonera, w którym mogą występować wyłącznie zawodnicy posiadający obywatelstwo tego kraju, mieszkający w nim, bądź kwalifikujący się ze względu na pochodzenie rodziców lub dziadków. Za jego funkcjonowanie odpowiedzialny jest USA Rugby, członek NACRA i World Rugby.
Reprezentacja została pierwszy raz powołana w 1987 roku, debiut odnotowując 14 listopada tego roku w meczu z Kanadą. Zespół trzykrotnie plasował się na podium Pucharu Świata – w pierwszych trzech edycjach występował w finale, wygrywając pierwszy z nich.

## Turnieje

### Udział wPucharze Świata
| Rok  | Kwalifikacje | Wynik |
| ---- | ------------ | ----- |
| 1991 | Awans        | 1.    |
| 1994 | Awans        | 2.    |
| 1998 | Awans        | 2.    |
| 2002 | Awans        | 7.    |
| 2006 | Awans        | 5.    |
| 2010 | Awans        | 5.    |
| 2014 | Awans        | 6.    |